# Miraveche
Miraveche – gmina w Hiszpanii, w prowincji Burgos, w Kastylii i León, o powierzchni 22,7 km². W 2011 roku gmina liczyła 86 mieszkańców.